# 衛戍
衛戍（えいじゅ）とは、大日本帝国陸軍において、陸軍軍隊が永久に一つの地に配備駐屯することをいう。その土地を衛戍地と称した。英語のGarrison（駐屯地）に当る。

## 衛戍司令官
その地の高級団隊長等が衛戍司令官となった。衛戍司令官はその衛戍地警備の責に任じ、兵力使用の権限も与えられた。各衛戍地には所用に応じて衛戍病院、武庫、衛戍監獄（後に衛戍刑務所、衛戍拘置所となる。）が置かれ、衛戍司令官が所管した。
衛戍勤務は主として衛戍衛兵及び衛戍巡察を以て行った。衛戍勤務に服する者は暴行を受け自衛上やむをえない場合等には兵器を使用することができたが、もし兵器を使用した場合には衛戍司令官は陸軍大臣に報告する必要があった。

## 東京衛戍司令官
東京衛戍司令官（とうきょうえいじゅしれいかん）には第1師団長が充てられていたが、1895年（明治28年）頃から1901年（明治34年）4月9日までの間は東京防禦総督が、1904年（明治37年）5月1日から1920年（大正9年）8月10日までは東京衛戍総督が設置され、これが東京衛戍司令官に充てられた。1923年（大正12年）11月16日には東京警備司令官が設置され、衛戍条例による東京衛戍司令官は職務を停止された。

## 衛戍地
陸軍団隊配備ノ件（明治21年5月12日勅令第31号）で定められた陸軍常備団隊配備表により次の衛戍地が置かれた。
| 師団               | 旅団（司令部）                                                                            | 隊（本部）             |
| ------------------ | ----------------------------------------------------------------------------------------- | ---------------------- |
| 第1師団 （東京）   | 歩兵第1旅団（東京）                                                                       | 歩兵第1連隊（東京）    |
| 第1師団 （東京）   | 歩兵第1旅団（東京）                                                                       | 歩兵第15連隊（高崎）   |
| 第1師団 （東京）   | 歩兵第2旅団（佐倉）                                                                       | 歩兵第2連隊（佐倉）    |
| 第1師団 （東京）   | 歩兵第2旅団（佐倉）                                                                       | 歩兵第3連隊（東京）    |
| 第1師団 （東京）   | 騎兵第1大隊（東京） 砲兵第1大隊（東京） 工兵第1大隊（東京） 輜重兵第1大隊（東京）         |                        |
| 第2師団 （仙台）   | 歩兵第3旅団（仙台）                                                                       | 歩兵第4連隊（仙台）    |
| 第2師団 （仙台）   | 歩兵第3旅団（仙台）                                                                       | 歩兵第16連隊（新発田） |
| 第2師団 （仙台）   | 歩兵第4旅団（青森）                                                                       | 歩兵第5連隊（青森）    |
| 第2師団 （仙台）   | 歩兵第4旅団（青森）                                                                       | 歩兵第17連隊（仙台）   |
| 第2師団 （仙台）   | 騎兵第2大隊（仙台） 砲兵第2大隊（仙台） 工兵第2大隊（仙台） 輜重兵第2大隊（仙台）         |                        |
| 第3師団 （名古屋） | 歩兵第5旅団（名古屋）                                                                     | 歩兵第6連隊（名古屋）  |
| 第3師団 （名古屋） | 歩兵第5旅団（名古屋）                                                                     | 歩兵第18連隊（豊橋）   |
| 第3師団 （名古屋） | 歩兵第6旅団（金沢）                                                                       | 歩兵第7連隊（金沢）    |
| 第3師団 （名古屋） | 歩兵第6旅団（金沢）                                                                       | 歩兵第19連隊（名古屋） |
| 第3師団 （名古屋） | 騎兵第3大隊（名古屋） 砲兵第3大隊（名古屋） 工兵第3大隊（名古屋） 輜重兵第3大隊（名古屋） |                        |

| 師団             | 旅団（司令部）                                                                    | 隊（本部）           |
| ---------------- | --------------------------------------------------------------------------------- | -------------------- |
| 第4師団 （大阪） | 歩兵第7旅団（大阪）                                                               | 歩兵第8連隊（大阪）  |
| 第4師団 （大阪） | 歩兵第7旅団（大阪）                                                               | 歩兵第9連隊（大津）  |
| 第4師団 （大阪） | 歩兵第8旅団（姫路）                                                               | 歩兵第10連隊（姫路） |
| 第4師団 （大阪） | 歩兵第8旅団（姫路）                                                               | 歩兵第20連隊（大阪） |
| 第4師団 （大阪） | 騎兵第4大隊（大阪） 砲兵第4大隊（大阪） 工兵第4大隊（大阪） 輜重兵第4大隊（大阪） |                      |
| 第5師団 （広島） | 歩兵第9旅団（広島）                                                               | 歩兵第11連隊（広島） |
| 第5師団 （広島） | 歩兵第9旅団（広島）                                                               | 歩兵第21連隊（広島） |
| 第5師団 （広島） | 歩兵第10旅団（松山）                                                              | 歩兵第12連隊（丸亀） |
| 第5師団 （広島） | 歩兵第10旅団（松山）                                                              | 歩兵第22連隊（松山） |
| 第5師団 （広島） | 騎兵第5大隊（広島） 砲兵第5大隊（広島） 工兵第5大隊（広島） 輜重兵第5大隊（広島） |                      |
| 第6師団 （熊本） | 歩兵第11旅団（熊本）                                                              | 歩兵第13連隊（熊本） |
| 第6師団 （熊本） | 歩兵第11旅団（熊本）                                                              | 歩兵第23連隊（熊本） |
| 第6師団 （熊本） | 歩兵第12旅団（小倉）                                                              | 歩兵第14連隊（小倉） |
| 第6師団 （熊本） | 歩兵第12旅団（小倉）                                                              | 歩兵第24連隊（福岡） |
| 第6師団 （熊本） | 騎兵第6大隊（熊本） 砲兵第6大隊（熊本） 工兵第6大隊（熊本） 輜重兵第6大隊（熊本） |                      |

## 関連法令
- 衛戍条例（明治21年5月12日勅令第30号）→衛戍令（昭和12年4月28日勅令第152号）
- 衛戍勤務令（明治43年3月18日軍令陸第3号）